# Clasificación de CAF para la Copa Mundial de Fútbol de 1990
En la fase de clasificación para la Copa Mundial de Fútbol de 1990 celebrado en Italia, la CAF disponía 2 plazas (de las 24 totales del mundial).
De las 26 selecciones naciones que solicitaron participar en la fase clasificatoria, la FIFA rechazó la participación de Mauricio y Mozambique debido a sus deudas pendientes. Con las 24 selecciones restantes se realizó el sorteo, que tuvo lugar el 12 de diciembre de 1987, para determinar la fase clasificatoria. Para asignar estas plazas, se realizó un torneo dividido en tres rondas:
- Primera ronda: Argelia, Camerún, Costa de Marfil, Egipto, Kenia, Marruecos, Nigeria y Zaire, las ocho selecciones equipos mejor clasificadas de acuerdo a la FIFA (cabezas de serie), pasaron a la segunda ronda directamente. Los otros 16 equipos se emparejaron en eliminatorias en partidos de ida y vuelta. Los ganadores avanzarían a la segunda ronda.

- Segunda ronda: con ocho ganadores de la primera ronda junto a los ocho cabezas de serie, se agruparon en cuatro grupos de cuatro equipos cada uno. Los equipos se enfrentarán entre sí en partidos de ida y vuelta. Los ganadores de cada grupo avanzarían a la ronda final.

- Ronda final: los cuatro equipos restantes fueron emparejados para jugar partidos de eliminatorias en partidos de ida y vuelta. Los ganadores se calificaron para el mundial.

## Primera ronda
| Equipo 1        | Agr. | Equipo 2     | Ida | Vuelta |
| --------------- | ---- | ------------ | --- | ------ |
| Angola          | 2–1  | Sudán        | 0–0 | 2–1    |
| Zimbabue        | w/o  | Lesoto       | -   | -      |
| Zambia          | w/o  | Ruanda       | -   | -      |
| Uganda          | 2–3  | Malaui       | 1–0 | 1–3    |
| Libia           | 3-2  | Burkina Faso | 3-0 | 0-2    |
| Ghana           | 0–2  | Liberia      | 0–0 | 0–2    |
| Túnez           | 5–3  | Guinea       | 5–0 | 0–3    |
| Gabón           | w/o  | Togo         | –   | –      |
| Argelia         | Bye  |              |     |        |
| Camerún         | Bye  |              |     |        |
| Egipto          | Bye  |              |     |        |
| Costa de Marfil | Bye  |              |     |        |
| Kenia           | Bye  |              |     |        |
| Marruecos       | Bye  |              |     |        |
| Nigeria         | Bye  |              |     |        |
| Zaire           | Bye  |              |     |        |

| 7 de agosto de 1988 | Angola | 0 – 0 | Sudán | Estádio da Cidadela, Luanda, Angola |  |
|                     |        |       |       | Asistencia: 15,000 espectadores     |  |

| 11 de noviembre de 1988 | Sudán    | 1 – 2 | Angola                     | Al Merreikh Stadium, Omdurmán, Sudán              |                                                   |
|                         | Idris 7' |       | Vieira Dias 79' · Mavó 85' | Asistencia: 8,000 espectadores Árbitro(s): Halane | Asistencia: 8,000 espectadores Árbitro(s): Halane |

| 16 de julio de 1988 | Uganda     | 1 – 0 | Malaui | National Stadium, Kampala, Uganda              |                                                |
|                     | Moriri 66' |       |        | Asistencia: 5,613 espectadores Árbitro(s): Ali | Asistencia: 5,613 espectadores Árbitro(s): Ali |

| 30 de julio de 1988 | Malaui                           | 3 – 1 | Uganda     | Civo Stadium, Lilongüe, Malaui                      |                                                     |
|                     | Chirwa 3' · Kayira 6' · Waya 51' |       | Moriri 69' | Asistencia: 25,000 espectadores Árbitro(s): Ochieng | Asistencia: 25,000 espectadores Árbitro(s): Ochieng |

| 3 de junio de 1988 | Libia                                          | 3 – 0 | Burkina Faso | June 11 Stadium, Trípoli, Libia                        |                                                        |
|                    | Bezan 8' · El-Aisawi 22' (pen.) · El-Ghadi 30' |       |              | Asistencia: 15,000 espectadores Árbitro(s): Bon Nasser | Asistencia: 15,000 espectadores Árbitro(s): Bon Nasser |

| 3 de julio de 1988 | Burkina Faso               | 2 – 0 | Libia | Stade du 4-Août, Uagadugú, Burkina Faso |                  |
|                    | Gnimassou 65' · Kadeba 73' |       |       | Árbitro(s): Sène                        | Árbitro(s): Sène |

| 7 de agosto de 1988 | Ghana | 0 – 0 | Liberia | Accra Sports Stadium, Acra, Ghana               |  |
|                     |       |       |         | Asistencia: 35,000 espectadores Árbitro(s): Mba |  |

| 21 de agosto de 1988 | Liberia               | 2 – 0 | Ghana | National Stadium, Monrovia, Liberia              |                                                  |
|                      | Weah 27' · Debbah 88' |       |       | Asistencia: 22,070 espectadores Árbitro(s): Faye | Asistencia: 22,070 espectadores Árbitro(s): Faye |

| 5 de agosto de 1988 | Túnez                                                  | 5 – 0 | Guinea | Stade El Menzah, Tunis, Túnez                           |                                                         |
|                     | Jeridi 3' · Maaloui 11' · Limam 75' 89' · Yaacoubi 82' |       |        | Asistencia: 15,000 espectadores Árbitro(s): Hossameldin | Asistencia: 15,000 espectadores Árbitro(s): Hossameldin |

| 21 de agosto de 1988 | Guinea                       | 3 – 0 | Túnez | Stade du 28 Septembre, Conakry, Guinea              |                                                     |
|                      | Emmerson 34' 82' · Toure 49' |       |       | Asistencia: 15,000 espectadores Árbitro(s): Kouassi | Asistencia: 15,000 espectadores Árbitro(s): Kouassi |

Angola, Malaui, Libia, Liberia y Túnez se clasificaron a la siguiente ronda. Además se clasificarían directamente Zimbabue, Zambia y Gabón; al retirarse de la competición Lesoto, Ruanda y Togo.

## Segunda ronda

### Grupo A
| País            | J | G | E | P | GF | GC | GD | Pts |
| --------------- | - | - | - | - | -- | -- | -- | --- |
| Argelia         | 4 | 3 | 1 | 0 | 6  | 1  | +5 | 7   |
| Costa de Marfil | 4 | 1 | 2 | 1 | 5  | 1  | +4 | 4   |
| Zimbabue        | 4 | 0 | 1 | 3 | 1  | 10 | −9 | 1   |
| Libia           | 0 | 0 | 0 | 0 | 0  | 0  | 0  | 0   |

| 6 de enero de 1989 | Argelia                    | 3–0 | Zimbabue | Stade 19 Mai 1956, Annaba, Argelia |                                 |
|                    | Menad 10' 26' · Madjer 65' |     |          | Asistencia: 50,000 espectadores    | Asistencia: 50,000 espectadores |

| 8 de enero de 1989                                                         | Costa de Marfil | 1–0 | Libia | Stade Félix Houphouët-Boigny, Abiyán, Costa de Marfil |                                                       |
|                                                                            | Bamba 80'       |     |       | Asistencia: 30,032 espectadores Árbitro(s): Bantsimba | Asistencia: 30,032 espectadores Árbitro(s): Bantsimba |
| Libia abandonó la eliminatoria al finalizar el partido, resultado anulado. |                 |     |       |                                                       |                                                       |

| 20 de enero de 1989 | Libia    | w/o | Argelia | June 11 Stadium, Trípoli, Libia |                    |
|                     | Abandono |     |         | Árbitro(s): Jouini              | Árbitro(s): Jouini |

| 22 de enero de 1989 | Zimbabue | 0–0 | Costa de Marfil | National Stadium, Harare, Zimbabue                  |  |
|                     |          |     |                 | Asistencia: 21,121 espectadores Árbitro(s): Kalombo |  |

| 11 de junio de 1989 | Costa de Marfil | 0–0 | Argelia | Stade Félix Houphouët-Boigny, Abiyán, Costa de Marfil  |  |
|                     |                 |     |         | Asistencia: 50,000 espectadores Árbitro(s): Bin Nasser |  |

| 25 de junio de 1989 | Zimbabue     | 1–2 | Argelia                | National Stadium, Harare, Zimbabue                     |                                                        |
|                     | Ndunduma 90' |     | Menad 38' · Madjer 87' | Asistencia: 15,000 espectadores Árbitro(s): Gebreyesus | Asistencia: 15,000 espectadores Árbitro(s): Gebreyesus |

| 13 de agosto de 1989 | Costa de Marfil                                               | 5–0 | Zimbabue | Stade Félix Houphouët-Boigny, Abiyán, Costa de Marfil |                    |
|                      | Ben Salah 30' 47' · Akenon 71' (pen.) · Amani 81' · Bamba 89' |     |          | Árbitro(s): Jasseh                                    | Árbitro(s): Jasseh |

| 25 de agosto de 1989 | Argelia    | 1–0 | Costa de Marfil | Stade 19 Mai 1956, Annaba, Argelia               |                                                  |
|                      | Madjer 56' |     |                 | Asistencia: 50 000 espectadores Árbitro(s): Sène | Asistencia: 50 000 espectadores Árbitro(s): Sène |

### Grupo B
| País    | J | G | E | P | GF | GC | GD | Pts |
| ------- | - | - | - | - | -- | -- | -- | --- |
| Egipto  | 6 | 3 | 2 | 1 | 6  | 2  | +4 | 8   |
| Liberia | 6 | 2 | 2 | 2 | 2  | 3  | −1 | 6   |
| Malaui  | 6 | 1 | 3 | 2 | 3  | 4  | −1 | 5   |
| Kenia   | 6 | 1 | 3 | 2 | 2  | 4  | −2 | 5   |

| 6 de enero de 1989 | Egipto                  | 2–0 | Liberia | Cairo Stadium, El Cairo, Egipto                    |                                                    |
|                    | Ala'a 23' · El-Akad 42' |     |         | Asistencia: 70,000 espectadores Árbitro(s): Naciri | Asistencia: 70,000 espectadores Árbitro(s): Naciri |

| 7 de enero de 1989 | Kenia    | 1–1 | Malaui      | Moi International Sports Centre, Nairobi, Kenia |                   |
|                    | Dawo 47' |     | McDonald 2' | Árbitro(s): Ahmed                               | Árbitro(s): Ahmed |

| 21 de enero de 1989 | Malaui     | 1–1 | Egipto     | Silver Stadium, Lilongüe, Malaui |                   |
|                     | Kayira 89' |     | Hesham 60' | Árbitro(s): Tahir                | Árbitro(s): Tahir |

| 22 de enero de 1989 | Liberia | 0–0 | Kenia | National Stadium, Monrovia, Liberia |  |
|                     |         |     |       | Asistencia: 25,000 espectadores     |  |

| 10 de junio de 1989 | Kenia | 0–0 | Egipto | Moi International Sports Centre, Nairobi, Kenia |  |
|                     |       |     |        | Árbitro(s): Mondoka                             |  |

| 11 de junio de 1989 | Liberia  | 1–0 | Malaui | National Stadium, Monrovia, Liberia               |                                                   |
|                     | Weah 36' |     |        | Asistencia: 28,000 espectadores Árbitro(s): Louis | Asistencia: 28,000 espectadores Árbitro(s): Louis |

| 24 de junio de 1989 | Malaui     | 1–0 | Kenia | Silver Stadium, Lilongüe, Malaui |                        |
|                     | Kayira 55' |     |       | Árbitro(s): N'Khathazo           | Árbitro(s): N'Khathazo |

| 25 de junio de 1989 | Liberia    | 1–0 | Egipto | National Stadium, Monrovia, Liberia               |                                                   |
|                     | Debbah 45' |     |        | Asistencia: 22,000 espectadores Árbitro(s): N'Cho | Asistencia: 22,000 espectadores Árbitro(s): N'Cho |

| 12 de agosto de 1989 | Egipto     | 1–0 | Malaui | Cairo Stadium, El Cairo, Egipto                     |                                                     |
|                      | Hesham 28' |     |        | Asistencia: 55,000 espectadores Árbitro(s): Abdulle | Asistencia: 55,000 espectadores Árbitro(s): Abdulle |

| 12 de agosto de 1989 | Kenia       | 1–0 | Liberia | Moi International Sports Centre, Nairobi, Kenia      |                                                      |
|                      | Onyango 24' |     |         | Asistencia: 30,000 espectadores Árbitro(s): Gasmalla | Asistencia: 30,000 espectadores Árbitro(s): Gasmalla |

| 26 de agosto de 1989 | Egipto                     | 2–0 | Kenia | Cairo Stadium, El Cairo, Egipto                   |                                                   |
|                      | Hesham 58' · I. Hossan 62' |     |       | Asistencia: 47,000 espectadores Árbitro(s): Tahir | Asistencia: 47,000 espectadores Árbitro(s): Tahir |

| 26 de agosto de 1989 | Malaui | 0–0 | Liberia | Silver Stadium, Lilongüe, Malaui |  |
|                      |        |     |         | Árbitro(s): Mondoka              |  |

### Grupo C
| País    | J | G | E | P | GF | GC | GD | Pts |
| ------- | - | - | - | - | -- | -- | -- | --- |
| Camerún | 6 | 4 | 1 | 1 | 9  | 6  | +3 | 9   |
| Nigeria | 6 | 3 | 1 | 2 | 7  | 5  | +2 | 7   |
| Angola  | 6 | 1 | 2 | 3 | 6  | 7  | −1 | 4   |
| Gabón   | 6 | 2 | 0 | 4 | 5  | 9  | −4 | 4   |

| 7 de enero de 1989 | Nigeria     | 1–0 | Gabón | Nnamdi Azikiwe Stadium, Enugu, Nigeria             |                                                    |
|                    | Odegbami 5' |     |       | Asistencia: 50,000 espectadores Árbitro(s): Jasseh | Asistencia: 50,000 espectadores Árbitro(s): Jasseh |

| 8 de enero de 1989 | Camerún     | 1–1 | Angola    | Stade Omnisports, Yaundé, Camerún                            |                                                              |
|                    | Djonkep 75' |     | Jesús 11' | Asistencia: 50,000 espectadores Árbitro(s): Hounnake-Kouassi | Asistencia: 50,000 espectadores Árbitro(s): Hounnake-Kouassi |

| 22 de enero de 1989 | Gabón     | 1–3 | Camerún                                     | Stade Omar Bongo, Libreville, Gabón              |                                                  |
|                     | Manon 33' |     | Omam-Biyik 26' · Kana-Biyik 39' · Mbouh 85' | Asistencia: 30,000 espectadores Árbitro(s): Sarr | Asistencia: 30,000 espectadores Árbitro(s): Sarr |

| 22 de enero de 1989 | Angola                      | 2–2 | Nigeria              | Estádio da Cidadela, Luanda, Angola                 |                                                     |
|                     | Vieira Dias 30' · Jesus 62' |     | Keshi 8' · Obiku 67' | Asistencia: 60,000 espectadores Árbitro(s): Mondoka | Asistencia: 60,000 espectadores Árbitro(s): Mondoka |

| 10 de junio de 1989 | Nigeria                | 2–0 | Camerún | Liberty Stadium, Ibadan, Nigeria                   |                                                    |
|                     | Keshi 43' · Siasia 86' |     |         | Asistencia: 50,000 espectadores Árbitro(s): El-Din | Asistencia: 50,000 espectadores Árbitro(s): El-Din |

| 11 de junio de 1989 | Angola        | 2–0 | Gabón | Estádio da Cidadela, Luanda, Angola |                   |
|                     | Maluka 7' 28' |     |       | Árbitro(s): N'Cho                   | Árbitro(s): N'Cho |

| 25 de junio de 1989 | Angola    | 1–2 | Camerún                         | Estádio da Cidadela, Luanda, Angola                   |                                                       |
|                     | Paulão 5' |     | Omam-Biyik 59' · Kana-Biyik 70' | Asistencia: 60,000 espectadores Árbitro(s): Bantsimba | Asistencia: 60,000 espectadores Árbitro(s): Bantsimba |

| 25 de junio de 1989 | Gabón                  | 2–1 | Nigeria    | Stade Omar Bongo, Libreville, Gabón |                                 |
|                     | Ondeno 32' · Minko 37' |     | Siasia 57' | Asistencia: 30,000 espectadores     | Asistencia: 30,000 espectadores |

| 12 de agosto de 1989                                           | Nigeria   | 1–0 | Angola | National Stadium, Lagos, Nigeria                              |                                                               |
|                                                                | Keshi 44' |     |        | Asistencia: 100,000 espectadores Árbitro(s): Hounnake-Kouassi | Asistencia: 100,000 espectadores Árbitro(s): Hounnake-Kouassi |
| El jugador nigeriano Samuel Okwaraji murió durante el partido. |           |     |        |                                                               |                                                               |

| 13 de agosto de 1989 | Camerún                    | 2–1 | Gabón      | Stade Omnisports, Yaundé, Camerún                |                                                  |
|                      | Kana-Biyik 32' · Mbouh 38' |     | Nzamba 78' | Asistencia: 45,000 espectadores Árbitro(s): Sarr | Asistencia: 45,000 espectadores Árbitro(s): Sarr |

| 27 de agosto de 1989 | Camerún        | 1–0 | Nigeria | Stade Omnisports, Yaundé, Camerún                  |                                                    |
|                      | Omam-Biyik 31' |     |         | Asistencia: 90,000 espectadores Árbitro(s): Jouini | Asistencia: 90,000 espectadores Árbitro(s): Jouini |

| 27 de agosto de 1989 | Gabón     | 1–0 | Angola | Stade Omar Bongo, Libreville, Gabón |                    |
|                      | Minko 24' |     |        | Árbitro(s): Naciri                  | Árbitro(s): Naciri |

### Grupo D
| País      | J | G | E | P | GF | GC | GD | Pts |
| --------- | - | - | - | - | -- | -- | -- | --- |
| Túnez     | 6 | 3 | 1 | 2 | 5  | 5  | 0  | 7   |
| Zambia    | 6 | 3 | 0 | 3 | 7  | 6  | +1 | 6   |
| Zaire     | 6 | 2 | 2 | 2 | 7  | 7  | 0  | 6   |
| Marruecos | 6 | 1 | 3 | 2 | 4  | 5  | −1 | 5   |

| 8 de enero de 1989 | Marruecos  | 1–0 | Zambia | Prince Moulay Abdellah Stadium, Rabat, Marruecos  |                                                   |
|                    | Rhiati 39' |     |        | Asistencia: 35,000 espectadores Árbitro(s): Salem | Asistencia: 35,000 espectadores Árbitro(s): Salem |

| 8 de enero de 1989 | Zaire                      | 3–1 | Túnez    | Stade du 20 Mai, Kinshasa, Zaire                   |                                                    |
|                    | Mapuata 23' 33' · Wawa 61' |     | Limam 7' | Asistencia: 21,900 espectadores Árbitro(s): Degefa | Asistencia: 21,900 espectadores Árbitro(s): Degefa |

| 22 de enero de 1989 | Túnez                   | 2–1 | Marruecos     | Stade El Menzah, Tunis, Túnez                    |                                                  |
|                     | Abdelli 37' · Chiab 44' |     | Bouderbala 4' | Asistencia: 45,000 espectadores Árbitro(s): Sarr | Asistencia: 45,000 espectadores Árbitro(s): Sarr |

| 22 de enero de 1989 | Zambia                                               | 4–2 | Zaire            | Independence Stadium, Lusaka, Zambia |                          |
|                     | Nyirenda 10' · Msiska 17' · Makinka 25' · Bwalya 75' |     | Kabongo 29', 78' | Árbitro(s): Picon-Ackong             | Árbitro(s): Picon-Ackong |

| 11 de junio de 1989 | Zaire | 0–0 | Marruecos | Stade du 20 Mai, Kinshasa, Zaire |  |
|                     |       |     |           | Asistencia: 50,000 espectadores  |  |

| 11 de junio de 1989 | Zambia      | 1–0 | Túnez | Independence Stadium, Lusaka, Zambia |                       |
|                     | Makinka 73' |     |       | Árbitro(s): Cadressen                | Árbitro(s): Cadressen |

| 25 de junio de 1989 | Túnez              | 1–0 | Zaire | Stade El Menzah, Tunis, Túnez                      |                                                    |
|                     | Maâloul 74' (pen.) |     |       | Asistencia: 25,000 espectadores Árbitro(s): Hansal | Asistencia: 25,000 espectadores Árbitro(s): Hansal |

| 25 de junio de 1989 | Zambia                   | 2–1 | Marruecos   | Independence Stadium, Lusaka, Zambia                |                                                     |
|                     | Musonda 42' · Bwalya 87' |     | Timoumi 73' | Asistencia: 40,000 espectadores Árbitro(s): Kalombo | Asistencia: 40,000 espectadores Árbitro(s): Kalombo |

| 13 de agosto de 1989 | Marruecos | 0–0 | Túnez | Stade Mohamed V, Casablanca, Marruecos              |  |
|                      |           |     |       | Asistencia: 35,111 espectadores Árbitro(s): Diramba |  |

| 13 de agosto de 1989 | Zaire       | 1–0 | Zambia | Stade du 20 Mai, Kinshasa, Zaire |                   |
|                      | Kabongo 16' |     |        | Árbitro(s): Hafez                | Árbitro(s): Hafez |

| 27 de agosto de 1989 | Marruecos | 1–1 | Zaire        | Stade Municipal, Kenitra, Marruecos               |                                                   |
|                      | Madih 58' |     | Makukula 47' | Asistencia: 1,839 espectadores Árbitro(s): Bergui | Asistencia: 1,839 espectadores Árbitro(s): Bergui |

| 27 de agosto de 1989 | Túnez        | 1–0 | Zambia | Stade El Menzah, Tunis, Túnez                      |                                                    |
|                      | Mahjoubi 75' |     |        | Asistencia: 45,000 espectadores Árbitro(s): Traoré | Asistencia: 45,000 espectadores Árbitro(s): Traoré |

## Ronda final
Las cuatro selecciones primeras de grupo pasarían a la ronda final y se emparejarían en dos eliminatorias. Las dos selecciones que ganarían sus eliminatorias se clasificaron para el mundial.
| 8 de octubre de 1989 | Argelia | 0:0 | Egipto | Estadio 17 de junio, Constantina, Argelia                |  |
|                      |         |     |        | Asistencia: 55.000 espectadores Árbitro(s): Picon-Ackong |  |

| 17 de noviembre de 1989 | Egipto       | 1:0 | Argelia | Estadio Internacional, El Cairo, Egipto                 |                                                         |
|                         | H. Hassan 4' |     |         | Asistencia: 100.000 espectadores Árbitro(s): Bin Nasser | Asistencia: 100.000 espectadores Árbitro(s): Bin Nasser |

- Egipto gana la eliminatoria por un global de 1:0.

| 8 de octubre de 1989 | Camerún                  | 2:0 | Túnez | Stade Ahmadou Ahidjo, Yaundé, Camerún              |                                                    |
|                      | M'Fédé 54' · Kundé 90+1' |     |       | Asistencia: 80.000 espectadores Árbitro(s): Naciri | Asistencia: 80.000 espectadores Árbitro(s): Naciri |

| 19 de noviembre de 1989 | Túnez | 0:1 | Camerún        | Estadio Olímpico El Menzah, Túnez, Túnez         |                                                  |
|                         |       |     | Omam-Biyik 14' | Asistencia: 45.000 espectadores Árbitro(s): Sène | Asistencia: 45.000 espectadores Árbitro(s): Sène |

- Camerún gana la eliminatoria por un global de 3:0.

## Clasificados a Italia 1990
| Bandera de Egipto | Bandera de Camerún |
| Egipto            | Camerún            |